# Доминик Антонели
Доминик Антъни „Тони“ Антонели (на английски: Dominic Anthony „Tony“ Antonelli) e американски тест пилот и астронавт на НАСА, участник в два космически полета.

## Образование
Доминик Антонели завършва колежа Douglas Byrd High School във Файетвил, Северна Каролина. След това завършва Масачузетски технологичен институт в Кеймбридж, Масачузетс с бакалавърска степен по аеронавтика и астронавтика. Дипломира се като магистър по същата специалност в щатския университет в Сиатъл, Вашингтон.

## Военна кариера
Доминик Антонели постъпва на служба в USN след дипломирането си. Той става пилот на самолет F-18 Хорнет от състава на бойна ескадрила 146 (VFA-146) „Сини диаманти“, базирана на атомния самолетоносач USS Nimitz (CVN-68). Участва в операция „Южен патрул“ и извършва патрулни и контролни полети над територията на Ирак. Завършил е школата за тест пилоти в авиобазата Едуардс, Калифорния. В кариерата си има над 3200 полетни часа на 41 различни типа самолети и 273 кацания на палубата на самолетоносач.

## Служба в НАСА
Доминик Антонели е избран за астронавт от НАСА на 26 юли 2000 г., Астронавтска група №18. Взема участие в два космически полета.

## Полети
Доминик Антонели лети в космоса като член на екипажа на две мисии:
| Космически полети на Доминик Антъни „Тони“ Антонели              | Космически полети на Доминик Антъни „Тони“ Антонели | Космически полети на Доминик Антъни „Тони“ Антонели | Космически полети на Доминик Антъни „Тони“ Антонели | Космически полети на Доминик Антъни „Тони“ Антонели | Космически полети на Доминик Антъни „Тони“ Антонели | Космически полети на Доминик Антъни „Тони“ Антонели |
| №                                                                | Дата                                                | КК                                                  | Емблема на мисията                                  | Функции                                             | Продължителност                                     |                                                     |
| ---------------------------------------------------------------- | --------------------------------------------------- | --------------------------------------------------- | --------------------------------------------------- | --------------------------------------------------- | --------------------------------------------------- | --------------------------------------------------- |
| 1                                                                | 15 март 2009                                        | „Дискавъри“, мисия STS-119                          | STS-119                                             | Пилот                                               | 12 денонощия 19 часа 29 мин. 33 сек.                |                                                     |
| 2                                                                | 14 май 2010                                         | „Атлантис“, мисия STS-132                           |                                                     | Пилот                                               | 11 денонощия 18 часа 29 мин. 09 сек.                |                                                     |
| Сумарно време в космоса – 24 денонощия 13 часа 58 минути 42 сек. |                                                     |                                                     |                                                     |                                                     |                                                     |                                                     |

## Награди
- Медал за похвална служба;
- Медал за похвала на USN;
- Медал за постижения на USN (2);
- Медал на НАСА за изключителни постижения.